# Wamoon
Wamoon is een plaats in de Australische deelstaat New South Wales.